# HD 8673
HD 8673 ist ein rund 120 Lichtjahre von der Erde entfernter sonnenähnlicher Stern im Sternbild Andromeda. Seine scheinbare Helligkeit beträgt 6,3 mag. HD 8673 hat mindestens einen Begleiter.

## Mögliche Begleiter
Brian Mason löste 2001 mit Hilfe von Speckle-Interferometrie einen engen Begleiter bei HD 8673 in einem Winkelabstand von 0″,1 (ca. 3,8 AE) auf. Es könnte sich bei diesem Objekt um einen engen Begleitstern handeln; diese Beobachtung ist bisher jedoch noch unbestätigt (Stand März 2010).
Im Rahmen eines Planeten-Suchprogrammes an der Landessternwarte Tautenburg wurde ferner durch Beobachtung der Radialgeschwindigkeit von HD 8673 ein Begleiter gefunden, der den Stern mit einer Periode von 639 Tagen umläuft und für den sich eine Mindestmasse von etwa 14 Jupitermassen und eine große Halbachse von 1,6 AE ergibt. Bei diesem Objekt könnte es sich somit um einen Braunen Zwerg oder um einen massereichen Exoplaneten handeln.
Es wäre möglich, dass sich die beiden vorgenannten Beobachtungen auf dasselbe Objekt beziehen. In diesem Fall würden die Beobachtungen auf einen massearmen Begleitstern mit geringer Bahnneigung (i ≤ 10°) hindeuten.